# Плави зид ћутања
Плави зид ћутања (енгл. Blue wall of silence, blue code, blue shield ,[1] такође плави код и плави штит, су термини који се користе за означавање неформалног кодекса ћутања међу полицајцима у Сједињеним Државама да не пријављују грешке колеге, недолично понашање или злочина, посебно у вези са полицијском бруталношћу у Сједињеним Државама. Ако би га испитали о инциденту наводног недоличног понашања који укључује другог службеника (нпр. током службене истраге), док би се придржавао кодекса, испитани службеник би се лажно заклео (Полицијско кривоклетство) претварајући се да не зна да је други службеник погрешио.

## Корупција у полицији
Кодекс је један од примера полицијске корупције и недоличног понашања. Службеници који су се бавили дискриминаторским хапшењима, физичким или вербалним узнемиравањем и селективном применом закона сматрају се корумпираним, док службеници који се придржавају кодекса могу учествовати у неким од ових радњи током своје каријере из личних разлога или ради заштите или подршке колеге полицајаца. Све ово се сматра незаконитим прекршајима и основ су за суспензију или моментално отпуштање. Службеници који се придржавају кодекса не могу да пријаве колеге који учествују у корупцији због неписаних закона њихове „полицијске породице“.
Полицијско кривоклетство или „тестирање“ (у сленгу полиције Сједињених Држава) је када полицајац даје лажно сведочење на суду. Полицајци који не лажу на суду понекад могу бити изложени претњи и прогонима од стране колега полицајаца. Комисија за истраживање навода о корупцији у полицији (позната и као Моленова комисија) је 1992. године предузела двогодишњу истрагу о кривоклетству у органима за спровођење закона. Открили су да су неки полицајци фалсификовали документе као што су извештаји о хапшењу, налози и докази како би пружили „покриће“ за незаконито хапшење или претрес. Неки полицајци су такође измислили приче када су сведочили пред поротом. Комисија је утврдила да полицајци нису лагали због похлепе, већ зато што су веровали да затварају људе који то заслужују. Многи тужиоци су дозволили, нису тражили казну, полицијско кривоклетство.

## Закони
Многе полицијске управе имају свој званични кодекс понашања. Они обучавају нове регруте и истражују полицајце ако имају притужбу од цивила или наводног криминалца. Такође постоје неки државни закони који помажу у заштити цивила и криминалаца од корумпираних службеника. Ако се службеник прогласи кривим, жртва може тужити полицајце за штету проузроковану полицијском бруталношћу, лажним хапшењем и затвором, злонамерним гоњењем и неправедном смрћу. Федерални закони строго забрањују недолично понашање службеника, укључујући службенике који се придржавају кодекса тако што „тестирају“ или не пријављују службеника који учествује у корупцији. Ако службеник прекрши било који савезни закон о недоличном понашању службеника, само савезна влада може покренути тужбу. Полицијска управа је одговорна само за спречавање корупције међу службеницима. Ако службеник буде осуђен, може бити приморан да плати високе новчане казне или буде затворен. Да би били осуђени, тужиоци морају доказати да је службеник поступао по „кодексу” или да је учествовао у немару и незаконитом понашању. Често је тешко осудити службеника за поштовање кодекса или других облика корупције јер су службеници заштићени одбраном имунитета, што је изузеће од казни и терета које закон генерално ставља на грађане.
Врховни суд САД је доследно сматрао да се полицајцима даје предност сумње да су поступали законито у испуњавању својих дужности, што је поново потврђено у Сосер в. Кац, 533 У.С. 194 (2001).[5] Saucier v. Katz, 533 U.S. 194 (2001).

## Историја
Корупција кодекса и полиције потиче од средине до краја деветнаестог века. Национална детективска агенција Пинкертон била је позната по томе што је користила полицајце да насилно прекину штрајкове. Многи чланови Кју Клукс Клана били су полицајци који су штитили једни друге када су спроводили расистичка дела. Ово је касније довело до Закона о грађанским правима из 1964. године, који је дао нову заштиту жртвама које су дуго трпеле дискриминаторну полицију.
„Поред тога, низ значајних одлука Врховног суда током те ере дао је нову снагу како индивидуалним правима на приватност, тако и ограничавању моћи полиције: веома утицајни случајеви су довели до јачања права Четвртог амандмана против неразумног претреса и заплене, правила о доказима која забрањују коришћење на суђењу доказа укаљаних неуставним полицијским радњама и успостављање такозваног Мирандовог упозорења које захтева од службеника да обавесте притворене осумњичене о њиховим уставним правима.”
То би резултирало криминализацијом службеника који  нису имали неопходну папирологију за вршење претреса или били умешани у фалсификовање докумената или давање лажног исказа.
Двоструки стандарди постоје у погледу уочених награда или одбацивања оптужбе за службеника са необоривим доказима о кривици за противправна кривична дела. Овај двоструки стандард је додатно подржан од стране полицијских команди које пружају „ударање по прстима“ након израде стратегије одлагања како би се смањила пажња јавних медија.

## Нивои криминала
Полицајци чешће прикривају одређене врсте злочина од стране својих колега. Једна студија је показала да је прекомерна употреба силе злочин који је најчешће заштићен кодексом. Две студије сугеришу да нека полиција сматра да је кодекс примењив у случајевима „незаконите бруталности или кршења правила како би се колеге заштитиле од кривичног поступка“, али не и у случајевима незаконитих радњи са „мотивом стицања“.
Случајеви као што је скандал Рампарт и многи други случајеви корупције у полицији показују да се култура плавог кода може проширити на прикривање других нивоа криминала. Кодекс је назван „Америчка најуспешнија кампања за заустављање цинкарења“, што се односи на случајеве у којима је полиција прикривала недела колега полицајаца и где су узбуњивачи били малтретирани, професионално санкционисани или приморани да оду у пензију.